# Anancistrogera brachyptera
Anancistrogera brachyptera är en insektsart som först beskrevs av Gerstaecker 1860.  Anancistrogera brachyptera ingår i släktet Anancistrogera och familjen Gryllacrididae.

## Underarter
Arten delas in i följande underarter:
- A. b. brachyptera
- A. b. brevisector